# Tomáš Číp
Tomáš Číp (Zubří, 5 de octubre de 1989) es un jugador de balonmano checo que juega de extremo derecho en el HC Minaur Baia Mare. Es internacional con la selección de balonmano de la República Checa.
Su primer gran campeonato con la selección fue el Campeonato Europeo de Balonmano Masculino de 2018.

## Palmarés

### Tatran Prešov
- Liga de Eslovaquia de balonmano (8): 2012, 2013, 2014, 2015, 2016, 2017, 2018, 2019

## Clubes
| Club                | País            | Año         |
| ------------------- | --------------- | ----------- |
| HC Zubří            | República Checa | 2006 - 2011 |
| HT Tatran Prešov    | Eslovaquia      | 2011 - 2019 |
| HC Minaur Baia Mare | Rumania         | 2019 - Act. |